# ネルソン (バンド)
ネルソン（Nelson）は、アメリカ出身の兄弟デュオならびにバンドである。リッキー・ネルソンの双子の息子（兄マシュー・ネルソン、弟ガナー・ネルソン）を中心に結成された。「ザ・ネルソンズ（The Nelsons)」という名称も存在するが、明確な使い分けはない。

## 概要
父親譲りの優れた容姿のため、デビュー当初アイドルとして売り出されたことから、イロモノ的に見られることもあるが、父親と同様に優れたメロディメーカーでもある。
アルバムごとにサウンドは変わるが、基本にあるのはカントリー・ミュージックとハードロック。それらを融合させた、キャッチーかつ透明感に溢れた楽曲が魅力である。また、双子ならではのツインボーカルによる一糸乱れぬハーモニーも魅力のひとつである。

## 来歴
1980年代初頭、当時12歳だったマシューとガナー・ネルソンがバンド、Strange Agentsに加入。その後、メンバーの交代等を経て2人と中心としたバンドとなっていく。
1985年12月31日に父親のリッキー・ネルソンが飛行機事故でこの世を去る。これをきっかけにネルソン兄弟は音楽活動での成功を決意。メジャー・デビューに向けて本格的な活動を始める。
1990年、後にプロデューサーとなるマーク・タナーのバック・アップによりゲフィン・レコードとメジャー契約。バンド名をネルソンとし、バンド・メンバーを再編成。デビュー・シングル「(Can't Live Without Your) Love And Affection」をリリース。当時の音楽業界の流行であった「キャッチーでメロディアスなハードロック」というだけでなく、新人とは思えない卓越した歌唱力と演奏技術、何よりネルソン兄弟のブロンド、美男子、双子というビジュアル面と、アメリカで知らない人はいないリッキー・ネルソンの遺児という話題性もあり、全米1位を獲得。華々しいデビューを飾ると共に、デビュー・アルバム『アフター・ザ・レイン』も全米アルバムチャートの最高17位を記録し、64週ランクインすると共に300万枚を売り上げる。また、日本においても1991年度の国内盤海外アーティストの部門で1位を獲得。TVCMやテレビ出演等でも話題となる。
アルバム・リリースと同時にスタートしたワールド・ツアー終了後、早速メンバーは次回作のレコーディングを開始。完成したアルバム『イマジネイター』（1992年）は、アメリカの家庭問題や音楽業界への怒りをテーマに作られたコンセプト・アルバムで、曲間をSEで繋ぎ全体を一つのストーリーに仕立てた意欲的なものであった。サウンドも前作のキャッチーな路線から一転、ヘヴィでダークな路線であった。
しかし、このアルバムを聴いた、ゲフィンの高名なA&Rマンであるジョン・カロドナーは「ファンに求められているイメージと違う」とリリースを躊躇した。「このアルバムを出したいならかまわないが、前作でファンになった人は戸惑うかもしれない」とのアドバイスを送り、アルバム制作をやり直さざるを得なくなる。
1995年、デビューから5年後、2枚目のアルバム『ビコーズ・ゼイ・キャン』をリリース。1作目に近いキャチーなサウンドで、かつアコースティックサウンドを前面に打ち出したカントリー色の強いアルバムとなったが、5年間をアルバムの制作だけに費やした代償は大きく、リリースする頃には多くのファンが離れていた。さらに、アメリカは不況に突入してしまい、音楽業界もグランジやオルタナティヴ・ロックなど、現実をリアルに見つめる音楽が全盛となっていた。当然、彼らのキャッチーな音楽は時代とそぐわず、ゲフィン・レコードをドロップすることになる。
1996年、2人はインディペンデント・レーベル「ストーン・キャニオン・レコード (Stone Canyon Records)」を設立。お蔵入りになっていた『イマジネイター』をリリースする（日本ではビクターエンタテインメントからリリース）。その後も1997年に『サイレンス・イズ・ブロークン』、1998年に『Brother Harmony』、1999年には『ライフ』、2000年には、カントリーのスタンダード・ナンバーのカヴァー・アルバム『Like Father, Like Sons』と立て続けにリリース。どのアルバムにもメロディアスなサウンドは健在であったが、1作目を凌ぐ売り上げには繋がらなかった。そんな中でも2人はアメリカでのツアーを地道におこなっていた。
2006年、ガナー・ネルソンを中心としたバンド「スクラップメタル」が結成される。あくまでサイドプロジェクトという位置づけとして精力的に活動を行う。
2009年7月、イタリアのハードロック・レーベル、フロンティアーズ・レコードとの契約を発表。2010年春に『ライフ』以来のオリジナル・アルバムをリリースすると発表された。タイトルは『ライトニング・ストライクス・トワイス』で『アフター・ザ・レイン』の続編にして、さらにデビュー作のツアー時にレコーディングされたライブ盤も、デモ音源を加えてリリースする予定を告知。
2010年、ガナー・ネルソンをプロデューサー、マシュー・ネルソンを共同プロデューサーとして『ライトニング・ストライクス・トワイス』を発表。また、デビュー時のワールドツアーを収めたライブ盤『パーフェクト・ストーム - アフター・ザ・レイン・ワールド・ツアー1991』。さらに、『アフター・ザ・レイン』の未発表曲を含むデモ集『Before the Rain: The Demos 1986-1990』等、原点回帰する内容のアルバムを立て続けにリリースした。
2015年、ロック最後となるガナーが全曲リードボーカルのアルバム『ピース・アウト』を日本先行発売で4月29日にリリースした（欧州は5月15日リリース、米国は5月19日リリース）。ロック最後のアルバムになる理由は、2人が今後あるべき道として、カントリーへの方向性の模索というカタチでの終幕となる。クリスマス・アルバム『This Christmas』を米国で12月4日にリリース（デジタル・リリースは11月20日）。

## トリビア
- ネルソン一家は「親子三世代に渡り全米1位を獲得した家族」としてギネスブックに登録されている。
- トレイシー・ネルソン（姉）は女優。
- ネルソン兄弟が初めて楽器を手にしたのが7歳の時。マシューはベース、ガナーはドラムを手にする。
- ネルソン兄弟の初レコーディングは10歳の誕生日。父が2人の誕生日プレゼントとして借りたスタジオで行った。曲名は「Feeling of love」。
- ネルソン兄弟は一台のギターを2人で弾く特技をもっている。
- 日常生活では、マシューが右利き、ガナーが左利きである。
- 自主レーベル「ストーン・キャニオン・レコード」の名称の由来は、リッキー・ネルソンのバンド「ストーン・キャニオン・バンド」から。
- セガのゲームソフト『ソニックヒーローズ』にガナー・ネルソンが楽曲提供を行っている。『ソニック・ヒーローズ / トリプル・スレット ヴォーカル・トラックス』（1993年）に収録。
- クイーンのトリビュートアルバム『クイーン・トリビュート〜STONE COLD CRAZY（STONE COLD QUEEN | A TRIBUTE）』に参加「Crazy Little Thing Called Love」でネルソン兄弟の歌声を聴くことができる。
- ジョージ・リンチのソロ・アルバム『Sacred Groove セイクレッド・グルーヴ』（1993年）にゲスト参加。「We Don't Own This World」でネルソン兄弟の歌声を聴くことができる。
- 1990年代には日本でも宝酒造の焼酎「純」のCMに出演したり、また『邦ちゃんのやまだかつてないテレビ』（フジテレビ）などの番組に出演したこともある。ちなみに当時の雑誌のインタビューで、「純」のCMに出演していたものの、焼酎は好きではなかったらしく、2人そろって「ショーチュウまずいよ〜」と感想を述べていた。
- ガナーは2014年10月7日に結婚。相手に子供（3人の娘）がいたため、父親になった。
- マシューは2013年9月23日に仕事仲間の女性と再婚。最初の子供となる男の子が2014年8月29日に誕生した（名前はオジー）。

## CM（日本）
- 宝酒造 純（1991年放映。ネルソン兄弟が商品を片手に登場した。「トゥー・メニー・ドリームス」がCMソングに起用される）
- リーバイス（1992年放映。「オンリー・タイム・ウィル・テル」がCMソングに起用されている）

## 1991年　来日公演日程
12月6日 東京中野サンプラザ 
12月8日 神奈川県民ホール 
12月10日 東京中野サンプラザ 

セットリスト 
1. "Fill You Up" 
2. "I Can Hardly Wait" 
3. "Bits & Pieces" 
4. "More Than Ever" 
5. "Only Time Will Tell" 
6. "Will You love Me?" 
7. "Love & Affection" 
8. "Won’t Walk Away" 
9. "After The Rain" 
10. "Desire" 
(アンコール) 
11. "Love Me Today" 
12. "Everywhere I Go"

## 現メンバー
- マシュー・ネルソン (Matthew Nelson、1967年9月20日生まれ) - ボーカル、ベース
- ガナー・ネルソン (Gunnar Nelson、1967年9月20日生まれ) - ボーカル、ギター

### 過去のメンバー
- ブレット・ガースト (Brett Garsed) - ギター
- T.J.ヘルムリッチ (T.J.Helmerich) - ギター
- ジョーイ・キャスカート (Joey Cathcart) - ギター
- ポール・マーコビッチ (Paul Mirkovich) - キーボード
- ボビー・ロック (Bobby Rock) - ドラム

## ディスコグラフィ

### アルバム
- 『アフター・ザ・レイン』 - After the Rain (1990年、ゲフィン)
- 『ビコーズ・ゼイ・キャン』 - Because They Can (1995年、ゲフィン)
- 『イマジネイター』 - Imaginator (1996年、Stone Canyon)
- 『サイレンス・イズ・ブロークン』 - Silence Is Broken (1997年、Stone Canyon)
- 『ライフ』 - Life (1999年、Stone Canyon)
- 『ライトニング・ストライクス・トワイス』 - Lightning Strikes Twice (2010年、フロンティアーズ)
- 『ピース・アウト』 - Peace Out (2015年、フロンティアーズ)

### その他のリリース

#### The Nelsons名義
- Brother Harmony (1998年、Stone Canyon)

#### Matthew & Gunnar Nelson名義
- Like Father, Like Sons (2000年、Stone Canyon)
- This Christmas (2015年)
- This Christmas Too (2016年)

### ライブ・アルバム
- 『パーフェクト・ストーム - アフター・ザ・レイン・ワールド・ツアー1991』 - Perfect Storm – After the Rain World Tour 1991 (2010年、フロンティアーズ)

### EP
- 『ライヴ・アンド・アコースティック』 - Live and Acoustic (1991年、MCAビクター) ※日本企画盤
- 『永遠の想い』 - Won't Walk Away (1995年、MCAビクター) ※日本企画盤

### コンピレーション・アルバム
- 20th Century Masters – The Millennium Collection: The Best of Nelson (2004年、ゲフィン)
- Before the Rain: The Demos 1986-1990 (2010年、フロンティアーズ) ※デビュー前のデモ集

### シングル
- "(Can't Live Without Your) Love And Affection" (1990年、ゲフィン)
- "After the Rain" (1990年、ゲフィン)
- "More Than Ever" (1991年、ゲフィン)
- 「オンリー・タイム・ウィル・テル」 - "Only Time Will Tell" (1991年、ゲフィン)
- 「トゥー・メニー・ドリームス」 - "Too Many Dreams" (1991年、MCAビクター) ※日本のみ
- 「セイ・イット・イズント・ソー」 - "Say It Isn't So" (1997年、MCAビクター) ※日本のみ
- 「ドゥ・ユー・ビリーヴ・イン・レリジョン」 - "Do You Believe In Religion?" (1997年、MCAビクター) ※日本のみ

### 映像作品
- 『アフター・ザ・レイン』 - After The Rain (1991年、ゲフィン)